# Willem Lucht
W.M.H. (Willem) Lucht (Zwolle, 18 oktober 1953) is een Nederlandse televisiepersoonlijkheid. Bij de gemeenteraadsverkiezingen van 2006 was hij in de gemeente Zwolle lijsttrekker van de Lijst Willem Lucht. In de aanloop naar de Tweede Kamerverkiezingen 2006 interviewde hij in opdracht van het televisieprogramma Man bijt hond diverse lijsttrekkers.

## Achtergrond en carrière
Lucht is lichamelijk gehandicapt en trekt zich de problemen van lichamelijk gehandicapten aan. Hij werkte negentien jaar bij de sociale werkplaats in Zwolle (tegenwoordig Tiem). Door een nekhernia kwam hij in de WAO.
Omdat Lucht zich niet serieus genomen voelde, richtte hij zijn eigen politieke partij op: de Lijst Willem Lucht. Bij de gemeenteraadsverkiezingen van 2006 in Zwolle bleef hij met 0,6 procent echter ver verwijderd van een zetel. Hierna vroeg het NCRV-programma Man bijt hond of Lucht mee wilde werken aan serie van interviews met lijsttrekkers van politieke partijen in de aanloop naar de Tweede Kamerverkiezingen 2006. Hij interviewde Wouter Bos, Jan Peter Balkenende, André Rouvoet, Alexander Pechtold, Mark Rutte, Femke Halsema, Jan Marijnissen en Geert Wilders.
Bij de gemeenteraadsverkiezingen van 2010 nam Lucht opnieuw deel in Zwolle. Een actie waarbij hij Zwollenaren 10 euro wilde betalen voor een steunverklaring, werd verboden door het Bureau Verkiezingen. Hij benaderde daarop passanten bij het gemeentekantoor van Zwolle bij het Centraal Station. Bij de verkiezingen haalde hij opnieuw geen zetel.

## Politieke opvattingen
In het gesprek met Wilders gaf Lucht aan zelf op Wilders gestemd te hebben. Hij omschrijft zichzelf echter nadrukkelijk als 'links noch rechts'. In april 2006 beschuldigde Lucht Rita Verdonk, destijds politica namens de VVD, ervan zijn kreet 'Niet links of rechts, maar recht door zee' te hebben afgepakt. Deze slogan is tevens de partijslogan van de Lijst Willem Lucht.
De Lijst Willem Lucht pleit voor betere sociale voorzieningen, is voor de aanpak van achterstandswijken, tegen afbraak van sociale woningbouw, voor een hardere aanpak van de criminaliteit en voor invoering van de doodstraf.

## Referentie(s)
1. ↑  De Stentor.nl Zwolse politicus Lucht strijdt met Verdonk over slogan, 6 april 2006